# Ludmiła Gurjewa
Ludmiła Gurjewa (ros. Людмила Гурьева; ur. 12 marca 1977 w Ałmaty) – kazachska biathlonistka, uczestniczka mistrzostw świata w biathlonie oraz zimowych igrzysk olimpijskich.
Starty w Pucharze Świata rozpoczęła zawodami w Bad Gastein w roku 1994 zajmując 67. miejsce w sprincie. Najlepszy wynik w Pucharze Świata osiągnęła w 1997 w Östersund zajmując 20. miejsce w sprincie.

## Osiągnięcia

### Zimowe Igrzyska Olimpijskie
| Rok  | Miejscowość | Konkurencje | Konkurencje | Konkurencje | Konkurencje | Konkurencje | Konkurencje | Konkurencje |
| Rok  | Miejscowość | IN          | SP          | PU          | MS          | RL          | MR          | SR          |
| ---- | ----------- | ----------- | ----------- | ----------- | ----------- | ----------- | ----------- | ----------- |
| 1998 | Nagano      | 23.         | –           | –           | –           | 11.         | –           | –           |

### Mistrzostwa świata
| Rok  | Miejscowość | Konkurencje | Konkurencje | Konkurencje | Konkurencje | Konkurencje | Konkurencje | Konkurencje |
| Rok  | Miejscowość | IN          | SP          | PU          | MS          | RL          | MR          | SR          |
| ---- | ----------- | ----------- | ----------- | ----------- | ----------- | ----------- | ----------- | ----------- |
| 1995 | Anterselva  | –           | 40.         | –           | –           | 13.         | –           | –           |
| 1997 | Osrblie     | 62.         | 68.         | –           | –           | 6.          | –           | –           |
| 2001 | Pokljuka    | 29.         | 59.         | 45.         | –           | –           | –           | –           |

### Puchar Świata

#### Miejsca w klasyfikacji generalnej
| Sezon     | Miejsce |
| --------- | ------- |
| 1997/1998 | 62.     |
| 2000/2001 | 78.     |